# FOLKS
FOLKS（フォークス）は、北海道恵庭市出身の5人組ロックバンド。

## 来歴
2012年12月、2012年9月にGalileo Galileiを脱退した岩井郁人と野口一雅を中心に結成される。
同年3月、自主制作盤「Take Off」をリリースし、地元北海道を中心にライブ活動を行う。
2014年2月12日、ミニアルバム「NEWTOWN」でキューンミュージックからメジャーデビュー。
2016年6月1日、自主レーベル“FOLKS RECORD”を設立し、新曲「クロマキードーナッツ」を公開。
2016年12月23日、“FOLKS RECORD”から初のリリースとなるシングル「クロマキードーナッツ / FIN.」 を発売。

## メンバー
- 岩井郁人（イワイフミト、1990年12月24日 - ）
  - ボーカル / ギター
  - 愛称は「ふーたん」。
  - ボーカル岩井豪利の実弟。兄はミュージシャン岩井利政。利政は、FOLKSの楽曲提供や3枚目のミニアルバムのBLUE & YELLOWのパッケージデザインを担当している。他には姉が1人いる。
  - 小林禄与、野口一雅とは高校時代に「guild」というバンドを組んでいた。
- 岩井豪利（イワイカツトシ、1988年5月11日 - ）
  - ボーカル / ギター
  - 愛称は「カッチマン」「カッチ」。
  - ボーカル岩井郁人の実兄。兄はミュージシャンの岩井利政 。他にも姉が1人いる。
- 高橋正嗣（タカハシマサツグ、1988年7月22日 - ）
  - シンセサイザー / コーラス / プログラミング
  - 愛称は「ミミアン」。小学2年生のある朝、うとうとしながらおはぎを食べていたためか学校で耳の中に餡子が付着していた。そのことから「耳にあんこ」の略でこの愛称がついた。
- 小林禄与（コバヤシヨシトモ、1990年5月10日 - ）
  - ギター / シンセサイザー / パーカッション / コーラス
  - ライブでMCをよく担当する。そして、兄貴の名前はヒデヨシ。

- 野口一雅（ノグチカズマサ、1990年7月21日 - ）
  - ベース / コーラス
  - 10歳年下の妹がいる。
  - 2015年9月末より、野口のみ活動休止中。

## ミュージックビデオ
| 監督     | 曲名                     |
| 太田好治 | 「Everything is Alone」  |
| 太田好治 | 「冬の向日葵」           |
| 宇野心平 | 「HOMETOWN STORY」       |
| 北川陽稔 | 「夜の砂漠と月の光」     |
| 北川陽稔 | 「クロマキードーナッツ」 |

## タイアップ
| 曲名                | タイアップ                                      |
| ------------------- | ----------------------------------------------- |
| Everything is Alone | ZIP-FM「SPICE UP」2月度土曜日エンディングテーマ |

## 主なライブ

### ワンマンライブ・主催イベント
- 2013年04月06日 - Sound lab mole presents "FOLKS「 Take off 」Release live" 
w/シナリオアート/The coridras/Push one's luck/Qrion
- 2014年05月31日 - FOLKS presents「CAMP FIRE」#1
w/The coridras/シナリオアート/HAPPY/本棚のモヨコ
- 2014年09月20日 - FOLKS presents「CAMP FIRE」#2
w/asobius/YOUSAIDSOMETHING/オトノエ
- 2014年12月04日 - FOLKS presents「CAMP FIRE」#OSAKA
w/avengers in sci-fi/テスラは泣かない。/Homecomings
- 2014年12月06日 - FOLKS presents「CAMP FIRE」#TOKYO
w/Awesome City Club/テスラは泣かない。/For Tracy Hyde
- 2014年12月23日 - FOLKS presents「CAMP FIRE」#FOLKS
初ワンマンライブ
- 2015年01月04日 - FOLKS HOUSE SESSION #6
- 2015年01月10日 - FOLKS HOUSE SESSION #7
- 2015年05月05日〜15日 - FOLKS "In Bloom" Tour 2015
- 2015年10月24日 - FOLKS「BLUE & YELLOW」Release Party
- 2016年06月11日〜24日 - nicoten × FOLKS tour “O2”
- 2016年12月24日 - FOLKS Presents ONEMAN CAMP FIRE # FOLKS
- 2018年03月16日 - FOLKS presents「CAMP FIRE」#Spring Out
w/シナリオアート/CVLTE/PELICAN FANCLUB

### 出演イベント
- 2013年04月29日 - ねごと presents お口ポカーン!! 卒業旅行は全国ツアー 〜GREEN and motion〜
- 2013年07月05日 - ↑ザ・気運↑Vol.1-Vol.3 ～feat下北沢音楽祭2013～
- 2013年08月17日 - RISING SUN ROCK FESTIVAL 2013 in EZO
- 2014年01月20日 - JAPAN'S NEXT vol.1
- 2014年02月06日 - DIAMOND LANE Vol.2 "Ever Onward"
- 2014年03月29日 - トーキングロック！プレゼンツ「ニューロック計画！2014」
- 2014年04月19日 - SNARE COVER PRESENTS 3MANLIVE
- 2014年06月07日 - 百万石音楽祭～ミリオンロックフェスティバル～ 2014
- 2014年06月08日 - SAKAE SP-RING 2014
- 2014年06月11日 - asobius presents『life is growing』
- 2014年06月28日 - 恵庭 花とくらし展
- 2014年07月12日 - さっぽろ市民音楽祭
- 2014年07月23日 - スペースシャワー列伝 ～第九十九巻～
- 2014年07月24日,25日 - Livemasters Summer CHOICE 2014 ～QUATTRO HEAT UP～
- 2014年08月01日 - Beat Happening！GREATEST MAX！＠GARDEN！
- 2014年08月02日 - ROCK IN JAPAN FESTIVAL 2014
- 2014年08月16日 - SUMMER SONIC 2014
- 2014年08月16日 - RISING SUN ROCK FESTIVAL 2014 in EZO
- 2014年08月23日 - RockDaze! 2014 3×4×GOW!!
- 2014年08月30日 - 苫小牧無料音楽祭『活性の火』
- 2014年09月22日 - テスラは泣かない。 tour 2014 “Tell me how to CRY.”
- 2014年10月04日 - Date fm presents “MEGA★ROCKS 2014”
- 2014年10月10日 - TANK! the LIVE vol.27 ～ Never gets old ～
- 2014年10月12日 - FM802 MINAMI WHEEL 2014
- 2014年10月25日 - giFTS
- 2014年11月23日 - LITHIUM ROCK FESTIVAL 2014
- 2014年11月28日 - スペースシャワー列伝100巻記念公演 第124巻 「みんなの宴」
- 2014年12月28日 - FM802 ROCK FESTIVAL RADIO CRAZY 2014
- 2014年12月31日 - Livemasters Inc. countdown "GT2015"
- 2015年03月19日 - High Water 2015 - spring
- 2015年03月20日 - TAMTAM&UNIT presents basspace vol.03
- 2015年03月21日 - OTOEMON FESTA 2015
- 2015年05月03日 - VIVA LA ROCK 2015
- 2015年06月14日 - 道玄坂異種格闘技戦 vol.78
- 2015年07月12日 - ROCK KIDS LIVE 2015

### インタビュー
- Kram!(岩井郁人)(2013年4月)
- SPACE SHOWER TV(2014年1月)
- ナタリー(2014年2月)
- Skream!(2014年2月)
- WHAT's IN? WEB(2014年2月)